# 钛酸铅
钛酸铅是由铅、钛和氧元素组成的有毒化合物，化学式为PbTiO3。它是一种钛酸盐。钛酸铅是黄色不溶于水的粉末。
钛酸铅在天然中以铅钛矿的形式存在。

## 毒性
钛酸铅与其他铅化合物一样具有毒性。它会刺激皮肤、粘膜和眼睛。它还可能对未出生的婴儿造成伤害，并可能影响生育能力。 